# آلبین ویدوویچ
آلبین ویدوویچ (انگلیسی: Albin Vidović؛ ۱۱ فوریهٔ ۱۹۴۳ – ۸ مارس ۲۰۱۸) بازیکن هندبال اهل یوگسلاوی بود.